# Rezerwat przyrody Leśna Woda
Rezerwat przyrody Leśna Woda – leśny rezerwat przyrody położony w gminie Lubsza w powiecie brzeskim (województwo opolskie).
Położony ok. 1 km na północ od Leśnej Wody, na granicy z woj. dolnośląskim, na zachodnim skraju lasu, przy drodze leśnej z Bystrzycy do Wójcic, w oddziałach 27 i 59 nadleśnictwa Brzeg, obręb Lubsza. Rezerwat znajduje się na terenie Stobrawskiego Parku Krajobrazowego.
Został powołany na mocy zarządzenia Ministra Leśnictwa i Przemysłu Drzewnego z dnia 4 lutego 1958. Pierwotnie zajmował powierzchnię 20,00 ha, zmniejszono ją jednak do 15,70 ha.
Powstał w celu ochrony naturalnego starodrzewia lasu mieszanego, z dużym udziałem buka i modrzewia europejskiego. Wiek drzew dochodzi do 160 lat. W rezerwacie stwierdzono występowanie 89 gatunków roślin naczyniowych, w tym trzech podlegających częściowej ochronie: bluszcz pospolity, przytulia wonna i konwalia majowa (stan na rok 2012).
Obszar rezerwatu objęty jest ochroną czynną.
Zagrożenie dla rezerwatu stanowi sąsiadująca wielka kopalnia piasku.